# Roman Karpíšek
Roman Karpíšek (* 1. ledna 1981 v Liberci) je český fyzioterapeut, člen Olympijského týmu a Unie fyzioterapeutů UNIFY ČR.
Provozuje odbornou, sportovní a dětskou fyzioterapii a chiropraxi. Specializuje se na myoskeletární medicínu, terapii a léčbu výhřezu meziobratlových plotének, diskopatie a léčbu tinitu. Uvolňovací reflexní terapie a léčbu zřetězených důsledků neboli kauzalitu. Dále i poúrazové stavy a sportovní bolesti. Od roku 2012  působí jako hlavní fyzioterapeut medailového biatlonového teamu na olympiádě v Soči i Pchjongčchangu a Čínském Pekingu. 
Pečuje kompletně o českou reprezentaci biatlonu jako hlavní fyzioterapeut , dříve i reprezentaci běžeckého lyžování v čele s Lukášem Bauerem a také českou plaveckou reprezentaci. Byl hlavním fyzioterapeutem mužské florbalové reprezentace, která v 2010 přivezla z MS v Helsinkách bronzové medaile a působil jako hlavní fyzioterapeut medailového biatlonového teamu na olympiádě v Soči.
Je fyzioterapeutem vyhledávaným vrcholovými sportovci v oblasti tenistu, golfu, cyklistiky a atletiky v České republice i zahraničí. K jeho stálým klientům patří například Barbora Špotáková, česká atletka, závodící v hodu oštěpem, dvojnásobná olympijská vítězka z LOH 2008 v Pekingu a LOH 2012 v Londýně, Gabriela Soukalová a další.

## Profesní působení
V letech 2006 až 2010 působil Roman Karpíšek jako hlavní fyzioterapeut České florbalové reprezentace. 2007-2010 pracoval jako hlavní fyzioterapet české dětské golfové akademie, po boku uznávaného golfového trenéra Simona Holmesse. Od roku 2008 pečuje o českou reprezentaci běžeckého lyžování a také českou plaveckou reprezentaci. V roce 2009 začal spolupracovat s Libereckým tenisovým klubem a od založení Challenger Tour Svijany Open v roce 2013 působí každý rok jako hlavní sportovní fyzioterapeut klubu a fyzioterapeut ATP tenisových turnajů. Fyzioterapeutem v oblasti biatlonu a běžeckého lyžování funguje od roku 2010. Od roku 2012 pečuje i o český biatlonový team. V roce 2014 působil jako hlavní fyzioterapeut medailového biatlonového teamu na XXII. Zimních olympijských hrách. Později působil také při XXIII. Zimních olympijských hrách v Pchjongčchangu v roce 2018 a Pekingu 2022. V roce 2014 začal pečovat o nejlepší českou atletku Barboru Špotákovou.
Krom fyzioterapeutické činnosti mezi sportovci, prošel mnoha odděleními kde rehabilitoval pacienty s různými obtížemi. Například na ambulantní pohotovosti, nemocniční oddělení ortopedie, interna i specializované kliniky např. Chirurgie ruky Vysoké n.J.
Během své kariéry Roman Karpíšek spolupracoval s českými uznávanými lékaři nejen ze svého oboru, ale i českými a zahraničními osobnostmi ze sportu. Patří mezi ně čeští reprezentanti v tenise Jiří Lehečka, Lukáš Rosol, Roman Jebavý, atletka Barbora Špotáková, česká běžkyně a překážkářka Zuzana Hejnová, biatlonisté Gabriela Soukalová, Veronika Vítková, Ondřej Moravec, plavec Jan Micka a Simona Baumrtová, golfista Ondřej Lieser, nebo australský triatlonista Brad Kahlefeldt. Běžec na lyžích Lukáš Bauer, Kateřina Smutná. Někteří fotbalisté FK-Jablonec a hokejisté Bílý Tygři Liberec.
Roman Karpíšek se specializuje na léčbu výhřezu meziobratlových plotének a tinitu. Léčbu civilizačních bolestí zad a kloubních spojení. Bolestí svalů a kloubu, kauzalitu neboli zřetězené reakce. Pracuje s dětmi na prevenci i léčbě vrozených vývojových vadách a prevenci přetížení sportem u dětí a mládeže. Řeší úrazovou rehabilitace, fyzikální terapii a diagnostiku svalových obtíží sonem.
Od roku 2018 spolupracuje s centrem sluchu v Praze kde společně pracuji na výzkumu problematiky a úspěšné léčbě tinitu. V roce 2014 založil na školách v Libereckém kraji screerinig dětských vývojových vad.